# Ambrose Peddle
Ambrose Hubert Peddle, né le 8 octobre 1927 à Corner Brook au Dominion de Terre-Neuve et mort le 10 mars 2014 à Corner Brook dans la province de Terre-Neuve-et-Labrador, Canada, est un homme politique canadien. Il représente la circonscription de Grand Falls—White Bay—Labrador à la Chambre des communes du Canada entre 1988 et 1972 sous la bannière du parti progressiste-conservateur. Il est auparavant membre de la Chambre d'assemblée de Terre-Neuve-et-Labrador et maire de Windsor.

## Biographie
Né à Corner Brook, Peddle devient maire de Windsor en 1961. L'année suivante, il fait son entrée à la Chambre d'assemblée de Terre-Neuve-et-Labrador sous les couleurs du parti progressiste-conservateur de Terre-Neuve-et-Labrador. Battu en 1966, il est candidat pour un siège fédéral deux ans plus tard. Dans la circonscription de Grand Falls—White Bay—Labrador, il remporte plus de 10 000 voix et est déclaré vainqueur. Comme pour son passage au provincial, il est défait à l'élection suivante. Suite à son passage au parlement, il devient ombudsman au niveau du gouvernement fédéral, poste qu'il quitte en 1990. Il meurt le 10 mars 2014 dans sa ville natale.